# 穆瓦耶讷维尔 (索姆省)
穆瓦耶讷维尔（法語：Moyenneville，法語發音：[mwajɛnvil]）是法国上法蘭西大區索姆省的一个市镇，属于阿布维尔区。

## 地理
穆瓦耶讷维尔（50°4'19"N, 1°44'59"E）面积14.12 平方千米，位于法国上法蘭西大區索姆省，该省份为法国北部沿海省份，北起加来海峡省和北部省，西接滨海塞纳省和大西洋英吉利海峡，南至瓦兹省，东临埃纳省。
与穆瓦耶讷维尔接壤的市镇（或旧市镇、城区）包括：康布龙、永瓦勒、贝昂、于谢讷维尔、马勒伊-科贝尔、米亚奈、特夫勒、维默地区阿舍。

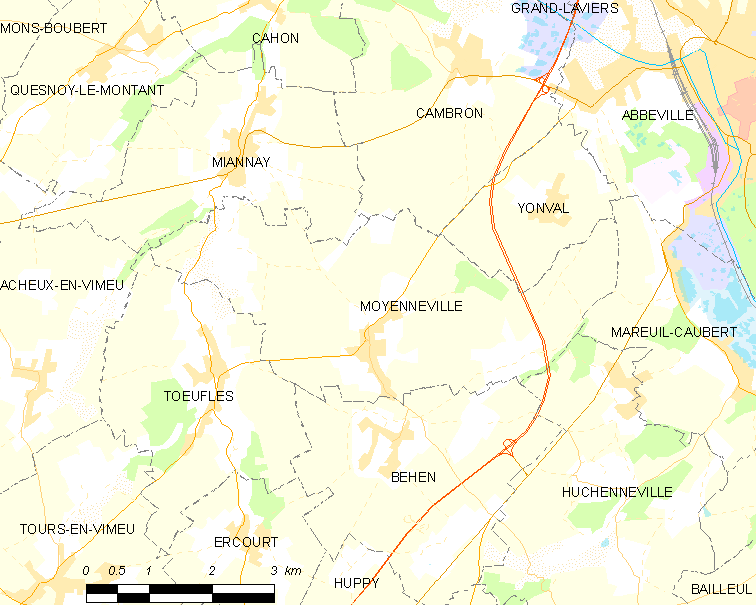
的OSM定位图

穆瓦耶讷维尔的时区为UTC+01:00、UTC+02:00（夏令时）。

## 行政
穆瓦耶讷维尔的邮政编码为80870，INSEE市镇编码为80578。

## 政治
穆瓦耶讷维尔所属的省级选区为阿布维尔第二县。

## 人口

1962-2008年间人口变化图示

穆瓦耶讷维尔于2022年1月1日时的人口数量为701人。